# 印度尼西亚无神论者协会
印度尼西亚无神论者协会（英語：Indonesian Atheists，IA）是一个印度尼西亚无神论者、不可知论者和无宗教信仰者团体。该团体代表印度尼西亚的无宗教信仰者，由卡尔·卡尔纳迪创建于2008年10月。
尽管IA的大多数活动仍然局限于互联网，但在雅加达和其他城市举行了几次线下聚会。成员通过诸如Facebook和Twitter之类的社交网络聚集。
IA也是国际无神论联盟成员协会。